# レミ・マルタン
レミ・マルタン（Rémy Martin、1979年8月10日 - ）はフランス、オーブナ（アルデシュ県）出身の元ラグビー選手。フランカーとして、フランス代表とアヴィロン・バイヨネなどでプレーしていた。

## 人物
2000年にスタッド・フランセの監督をしていたベルナール・ラポルトから誘いを受けたが、ラグビー以外の職も保証することを申し出たスタッド・モントワ（モン＝ド＝マルサン）を選択した。
翌2001年、スタッド・フランセに移籍する。監督ニック・マレットのもとで技術的に進歩したが、新監督ファビアン・ガルティエの指導により、また一つ新たな段階へと進んだ。ガルティエはマルタンが持つ優れた機動性とタックル技術という素質に結びつける形で、ぶつかった時に倒れずに進んでいくことのできる技術を身につけさせた。このことによって、相手ディフェンスの邪魔を防いでより早くラックからボールを出すことができるようになった。
こうした長所のおかげでマルタンはフランス代表にポストを得ることができた。2002年のシックス・ネイションズのイングランド戦でデビューを飾ったが、マルタンが代表のフランカーの主たる候補者になったのは2005年の夏のテストマッチおよび秋の遠征においてである。このポジションは競争が激しく、他にヤニック・ニャンガ、ティエリー・デュソトワールという若い選手、またジュリアン・ボネール、セルジュ・ベッツェンといった年上の選手がしのぎを削っている。
2015年1月、ヘルニアにかかり、引退を表明した。

## キャリア

### クラブ
- 1996-2000 RCオブナ
- 2000-2001 スタッド・モントワ（モン＝ド＝マルサン）
- 2001-2008 スタッド・フランセ・パリ
- 2008-     アヴィロン・バイヨネ

### フランス代表
2002年3月2日のイングランド戦で初キャップ。

## タイトル

### クラブ
- Top14
  - 優勝：2007。
  - 準優勝：2005。
- ハイネケンカップ準優勝：2005。

### フランス代表
- 21セレクション。
- 3トライ、15得点。
- 年ごとのセレクション：3(2002), 6(2005), 7(2006), 5(2007)。
- シックス・ネイションズ
  - グランドスラム（全勝優勝）：2002。
  - 優勝：2006。

### ワールドカップ
- 2007年：3セレクション（アルゼンチン、グルジア、アルゼンチン（三位決定戦））。

### その他のセレクション
- フランスA代表
  - 2005：1セレクション（イングランドA代表）。
  - 2004：2セレクション（イタリアA代表、イングランドA代表）。
  - 2003：3セレクション（イングランドA代表、アイルランドA代表、イタリアA代表）。
  - 2002：1セレクション（オーストラリアA代表）。